# Бхатура
Бхатура (також відома як батура, бхатура, батура або патора ) — пухнастий смажений квашений хліб, що походить з Індійського субконтиненту. Цей хліб схожий на хліб-пурі, але виготовляється з квашеного тіста.
Коли бхатура, наповнена картоплею, її називають алоо-бхатура, а коли сиром - панір-бхатура  Її часто їдять з нутовим каррі, чоле або чане, роблячи традиційну страву чоле-батуром.

## Інгредієнти
Рецепт бхатури включає біле борошно (майда), дахі (йогурт), багато топленого масла або олії, а також розпушувач або дріжджі. Після того як тісто добре замісили, тісто залишають підніматися, а потім роблять  з цього тіста невеликі кульки. Кульки розкочують вручну, або розплющують за допомогою качалки. Потім їх  обсмажують у фритюрі, поки вони не стануть слабо підрум'яненим, м'яким, пухнастим хлібом. Такий хліб еластичний і жувальний.
З того самого тіста можна приготувати смажений варіант, його називають кульча. Кульчуяку можна спекти або приготувати на плоскій сковороді та прикрасити листям коріандру. 
Подають бхатуру  гарячими, з будь-якою стравою або як самостійну закуску, з медом, фруктовим соусом, джемом або свіжим сиром.